# St.-Annen-Kirche (Grünstädtel)

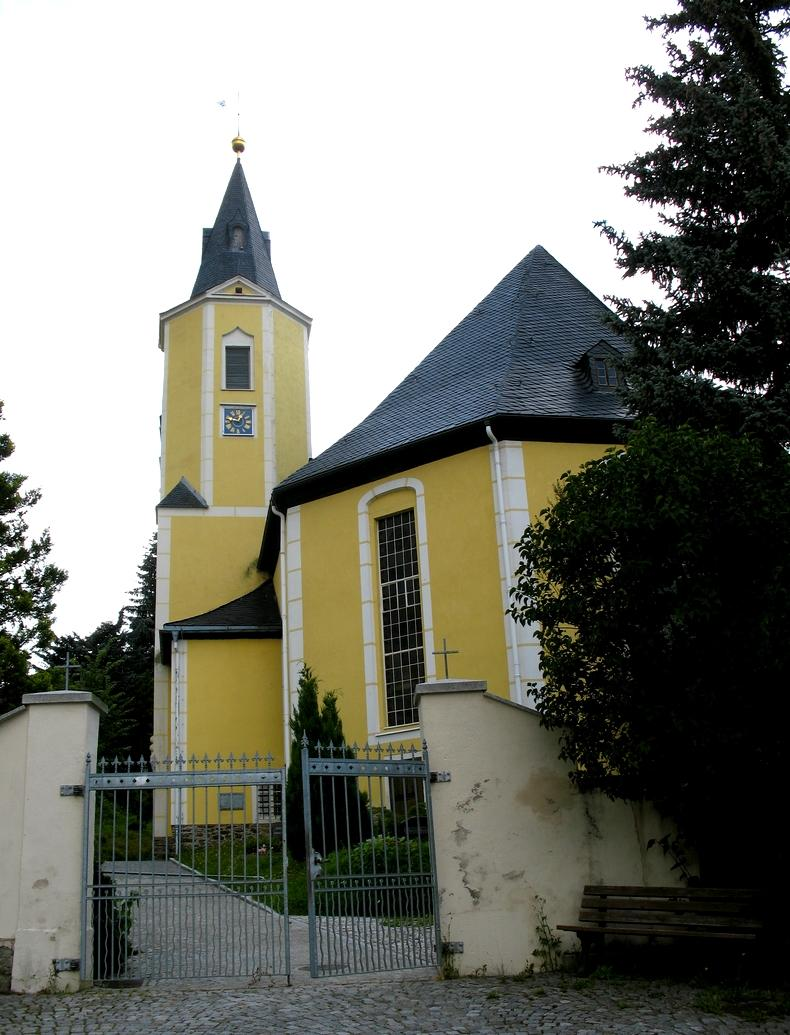
Ansicht von Osten

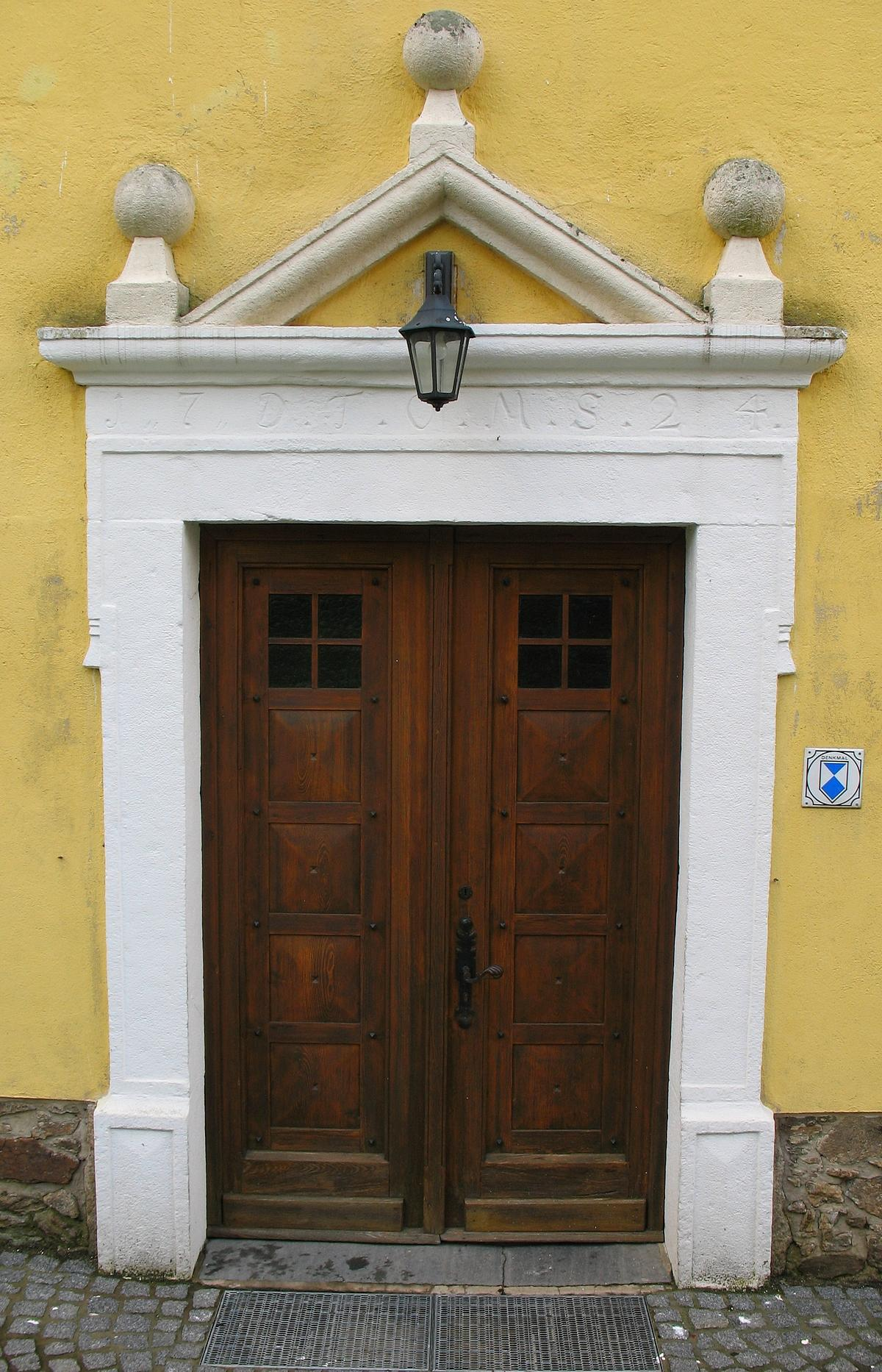
Portal auf der Südseite. Inschrift: 17 D.T.O.M.S. 24 (Deo ter optimo maximo sacrum)

Die evangelisch-lutherische St.-Annen-Kirche in Grünstädtel ist eine barocke Saalkirche im sächsischen Erzgebirge.

## Geschichte
Die Kirche wurde 1721–1724 an der Stelle eines romanischen Vorgängerbaus errichtet. In katholischer Zeit war die der Heiligen Anna geweihte Grünstädtler Kapelle Zwischenstation einer in Annaberg startenden Wallfahrt.

## Architektur
Der große Putzbau besitzt ein hohes schiefergedecktes Walmdach, das im Osten und Westen dreiseitig geschlossen ist. Der in der Mitte der Südseite eingestellte Turm hat einen quadratischen Grundriss und ein oktogonales Glockengeschoss mit gaupenbesetztem, spitzem Helm. Wegen Geldmangels wurde der Turm erst 1872 vollendet.

## Innenraum
Im Inneren befindet sich ein gestreckter Achtecksaal mit einer flachen Holzdecke und umlaufenden Doppelemporen. Die obere Empore wurde erst gegen Ende des 18. Jahrhunderts eingefügt. Unter den Emporen befinden sich durchgehend Betstuben mit Holzsprossenfenstern. Die Sakristei im Südosten besitzt ein Kreuzgratgewölbe und stammt wie die Piscina von der Ostwand des Vorgängerbaus.
Der spätgotische Flügelaltar entstand um 1500 unter dem Einfluss Peter Breuers und wurde 1996 durch Zusammenfügung von Schrein, Flügel und Predella zu einem kompletten Altar. Der Kanzelaltar von 1762 wurde um 1980 entfernt und eingelagert. Im Schrein befindet sich eine geschnitzte Figur der Anna selbdritt, an deren einen Seite sich eine weibliche Heilige und Katharina, an der anderen Margarethe und eine weitere Heilige befinden. Die Flügel tragen gemalte Darstellungen von Verkündigung und Kreuztragung. Die Predella zeigt ein Abendmahlsgemälde.